# レアンドロ・ラッザロ
レアンドロ・ラッザロ（スペイン語: Leandro Lázzaro、1974年3月8日 - ）は、アルゼンチンの元サッカー選手。ポジションはFW。

## クラブ歴
1994年にプリメーラB・ナシオナルのCAヌエバ・シカゴで選手となった。1998年にFCスロヴァン・リベレツに移籍、2001年にACスパルタ・プラハに加入した。
2002年にセリエBのUSサレルニターナ1919に加入、その後はASGノチェリーナ、ラヴェンナFC、ASDティボリ・カルチョ1919、SSDプロ・セストと下部リーグのクラブを渡り歩いた。
2006年にプリメーラ・ディビシオンのCAティグレに加入しアルゼンチンに復帰。2007年アペルトゥーラでは18試合で10得点しクラブの得点王、クラブ自体も歴史上最高順位である2位を記録するなど、主力として活躍した。2008年1月にエストゥディアンテス・デ・ラ・プラタに30万ドルで移籍。しかし、半年でティグレに復帰した。